# Inventario de cuencas de Chile (CORFO)
El inventario de cuencas de Chile (CORFO) es un inventario de las cuencas hidrográficas de Chile elaborado por el Departamento de Recursos Hidráulicos de la CORFO en 1971 en base a la carta preliminar de drenajes del Instituto Geográfico Militar de Chile con el fin de dar a la administración y manejo de los recursos hídricos del país una base de clasificación y codificación.
Además de la división natural en hoyas hidrográficas, el inventario clasifica las cuencas continentales americanas según su posición con respecto a la cordillera de Los Andes en andinas, preandinas, trasandinas. A las islas y el territorio Antártico Chileno se le asignan divisiones especiales.

## División de zonas en el territorio nacional
- Zona 1 Línea de la Concordia hasta límite norte del salar del Carmen-salar de Atacama (206 y 612)
- Zona 2 Hasta el límite norte de la hoya del río Copiapó (302).
- Zona 3 Hasta el límite norte de la hoya del río Aconcagua (307).
- Zona 4 Hoyas de los ríos Aconcagua y Maipo más la división costera 120.
- Zona 5 Hoyas de los ríos Rapel y Mataquito más las divisiónes costeras 121 y 122.
- Zona 6 Hoyas del Maule, del Itata y las divisiones costeras 123, 124 y 125.
- Zona 7 Hoyas del Biobío, Imperial, Toltén y las divisiones 126, 127 y 128.
- Zona 8 Comprende desde el límite norte de la hoya del Valdivia hasta el límite sur de las divisiones 132, 133, 317 y parte del límite noreste de la hoya del río Puelo.
- Zona 9 Desde la anterior hasta el estrecho de Magallanes.
- Zona 0 Incluye la división 710 que es el territorio al sur del estrecho de Magallanes y la división 801 que es el territorio Antártico Chileno.

En total son 10 zonas y 145 divisiones clasificadas en ocho categorías.

## Criterios de clasificación
|                                                                                |  |
| Esquema de la caracterización CORFO de 1971 y el territorio Chileno Antártico. |  |

### Divisiones costaneras
Son regiones geográficas compuestas por hoyas independientes, vecinas, pero no conectadas entre sí, y que desaguan en el océano Pacífico. Los límites de esta regiones están dados por el océano y el contorno exterior (divisoria de aguas con cuencas externas) de las hoyas que las componen. En los casos ubicados entre los paralelos 42°10′-42°48′; 49°16′-50°46′; 51°32′-51°40′; 52°7′-52°23′ se debe agregar el límite con la República Argentina.
Su nombre está formado por el nombre de las cuencas externas que la limitan por el norte y por el sur y sus números (códigos) son los de la primera centena: 101 al 143. En el mapa están señalados con color verde.
| Zona | Hoya | Nombre                    | Área (km²) |
| ---- | ---- | ------------------------- | ---------- |
| 1    | 101  | La Concordia              | 1211       |
| 1    | 102  | San José Vitor            | 266        |
| 1    | 103  | Vitor – Camarones         | 937        |
| 1    | 104  | Camarones -Camiña         | 1104       |
| 1    | 105  | Camiña – Loa              | 6803       |
| 1    | 106  | Loa – Salar del Carmen    | 8426       |
| 2    | 107  | Salar del Carmen – Taltal | 7058       |
| 2    | 108  | Taltal -Pan de Azúcar     | 3750       |
| 2    | 109  | Pan de Azúcar – Salado    | 772        |
| 2    | 110  | Salado – Copiapó          | 5671       |
| 3    | 111  | Copiapó – Taltal          | 2471       |
| 3    | 112  | Taltal – Carrizal         | 243        |
| 3    | 113  | Carrizal – Huasco         | 604        |
| 3    | 114  | Huasco – Chañaral         | 1129       |
| 3    | 115  | Los Choros – Elqui        | 770        |
| 3    | 116  | Elqui – Limarí            | 2231       |
| 3    | 117  | Limarí – Choapa           | 1739       |
| 3    | 118  | Choapa -Petorca           | 1934       |
| 3    | 119  | Ligua -Aconcagua          | 881        |
| 4    | 120  | Aconcagua – Maipo         | 2432       |
| 5    | 121  | Maipo -Rapel              | 1080       |
| 5    | 122  | Rapel – Mataquito         | 4218       |
| 6    | 123  | Mataquito – Maule         | 1171       |
| 6    | 124  | Maule – Itata             | 2519       |
| 7    | 125  | Itata – Bio Bio           | 1525       |
| 7    | 126  | Bio Bio – Imperial        | 6179       |
| 7    | 127  | Imperial – Toltén         | 620        |
| 7    | 128  | Toltén – Valdivia         | 1367       |
| 8    | 129  | Valdivia – Bueno          | 763        |
| 8    | 130  | Bueno – Maullín           | 3848       |
| 8    | 131  | Petrohue – Cochamo        | 162        |
| 8    | 132  | Maullín – Petrohue        | 1629       |
| 8    | 133  | Cochamo – Puelo           | 61         |
| 9    | 134  | Puelo – Yelcho            | 6062       |
| 9    | 135  | Yelcho – Palena           | 3218       |
| 9    | 136  | Palena – Cisnes           | 2690       |
| 9    | 137  | Cisnes – Aysen            | 2100       |
| 9    | 138  | Aysen – Baker             | 27410      |
| 9    | 139  | Baker – Bravo             | 130        |
| 9    | 140  | Bravo – Pascua            | 610        |
| 9    | 141  | Pascua – Serrano          | 24180      |
| 9    | 142  | Serrano – Natales         | 960        |
| 9    | 143  | Natales – Est. Magallanes | 15540      |

### Hoyas preandinas
Son cuencas que desembocan en el océano Pacífcio y sus cabezales no alcanzan las alturas de la cordillera, siendo interrumpidas por cuencas vecinas que si las alcanzan o por cuencas endorreicas. Llevan el nombre del río o la quebrada principal y el número es uno de la segunda centena desde el 201 al 217. En el mapa están señalados con color amarillo.
| Zona | Hoya | Nombre           | Área (km²) |
| ---- | ---- | ---------------- | ---------- |
| 1    | 201  | Lluta            | 3380       |
| 1    | 202  | San José         | 2985       |
| 1    | 203  | Vitor            | 1604       |
| 1    | 204  | Camarones        | 4469       |
| 1    | 205  | Camiña           | 2825       |
| 2    | 206  | Salar del Carmen | 30286      |
| 2    | 207  | Taltal           | 5691       |
| 2    | 208  | Pan de Azúcar    | 6162       |
| 2    | 209  | Salado           | 7266       |
| 3    | 210  | Totoral          | 2468       |
| 3    | 211  | Carrizal         | 4539       |
| 3    | 212  | Chañaral         | 2949       |
| 3    | 213  | Los Choros       | 4058       |
| 3    | 214  | Petorca          | 2040       |
| 3    | 215  | Ligua            | 1930       |
| 7    | 216  | Imperial         | 12464      |
| 8    | 217  | Maullín          | 4738       |

### Hoyas andinas
Son las cuencas cuyos orígenes se alimentan de las altas cumbres del relieve andino nacional. Sus nombres son los del río principal, su código es un número creciente de norte a sur y pertenece a la tercera centena, desde 301 al 318. En el mapa están señalados con color azul.
| Zona | Hoya | Nombre    | Área (km²) |
| ---- | ---- | --------- | ---------- |
| 1    | 301  | Loa       | 31925      |
| 3    | 302  | Copiapó   | 19290      |
| 3    | 303  | Huasco    | 9456       |
| 3    | 304  | Elqui     | 9794       |
| 3    | 305  | Limarí    | 11927      |
| 3    | 306  | Choapa    | 8239       |
| 4    | 307  | Aconcagua | 7575       |
| 4    | 308  | Maipo     | 14911      |
| 5    | 309  | Rapel     | 14503      |
| 5    | 310  | Mataquito | 5361       |
| 6    | 311  | Maule     | 20965      |
| 6    | 312  | Itata     | 11633      |
| 7    | 313  | Bio Bio   | 24262      |
| 7    | 314  | Toltén    | 8660       |
| 8    | 315  | Bueno     | 15124      |
| 8    | 316  | Petrohue  | 3036       |
| 8    | 317  | Cochamo   | 292        |
| 9    | 318  | Bravo     | 1803       |

### Hoyas trasandinas
Son cuencas cuyas cabeceras comienzan al este de las cumbres de la cordillera de Los Andes drenando zonas del extranjero. Su llevan el nombre del río principaly su código pertenece a la cuarta centena, desde 401 hasta 410. En el mapa están señalados con color café.
| Zona | Hoya | Nombre   | Área (km²) |
| ---- | ---- | -------- | ---------- |
| 8    | 401  | Valdivia | 11056      |
| 9    | 402  | Puelo    | 9001       |
| 9    | 403  | Yelcho   | 11158      |
| 9    | 404  | Palena   | 14581      |
| 9    | 405  | Cisnes   | 6520       |
| 9    | 406  | Aysen    | 11953      |
| 9    | 407  | Baker    | 27931      |
| 9    | 408  | Pascua   | 13226      |
| 9    | 409  | Serrano  | 6630       |
| 9    | 410  | Natales  | 1710       |

Nota: Estas divisiones incluyen en el valor del área la superficie en territorio extranjero.

### Hoyas con aporte al extranjero
Estas superficies de drenaje conducen las aguas hacia países vecinos y llevan el nombre del río principal o del lugar en que se encuentran. Su código corre desde 501 hasta 515. En el mapa están señalados con color morado.
| Zona | Hoya | Nombre                   | Área (km²) |
| ---- | ---- | ------------------------ | ---------- |
| 1    | 501  | Cosapilla                | 1296       |
| 1    | 502  | Lauca                    | 2275       |
| 1    | 503  | Parajalla                | 311        |
| 1    | 504  | Isluga                   | 2633       |
| 1    | 505  | Cancosa                  | 768        |
| 1    | 506  | Carcas                   | 150        |
| 1    | 507  | Cosca – Oyahue (Ollagüe) | 572        |
| 2    | 508  | Cajon                    | 100        |
| 2    | 509  | Lari                     | 1456       |
| 2    | 510  | Incahuasi                | 488        |
| 2    | 511  | Pular                    | 390        |
| 2    | 512  | Atalaya                  | 20         |
| 9    | 513  | Laguna del Desierto      | 600        |
| 9    | 514  | Gallegos                 | 4785       |
| 9    | 515  | Chico                    | 2485       |

### Hoyas cerradas
Son hoyas endorreicas y son nombradas por el salar, laguna o el topónimo del lugar en que se encuentran. Su código pertenece a la sexta centena y va desde 601 al 631. En el mapa están señalados con color rosado.
| Zona | Hoya | Nombre                 | Área (km²) |
| ---- | ---- | ---------------------- | ---------- |
| 1    | 601  | Casiri                 | 39         |
| 1    | 602  | Chungara               | 293        |
| 1    | 603  | Surire                 | 574        |
| 1    | 604  | Pampa del Tamarugal    | 16023      |
| 1    | 605  | Laguna del Huasco      | 1372       |
| 1    | 606  | Coposa                 | 1032       |
| 1    | 607  | Michincha              | 432        |
| 1    | 608  | Salar Ascotan          | 2430       |
| 2    | 609  | Purico                 | 292        |
| 2    | 610  | Sapaleri               | 2284       |
| 2    | 611  | Mariposa               | 3997       |
| 2    | 612  | San Pedro de Atacama   | 15009      |
| 2    | 613  | Helada                 | 646        |
| 2    | 614  | Quisquiro              | 1091       |
| 2    | 615  | Aguas Calientes        | 1177       |
| 2    | 616  | Lejia                  | 329        |
| 2    | 617  | Jardin                 | 233        |
| 2    | 618  | Miscanti               | 408        |
| 2    | 619  | Tuyajto                | 243        |
| 2    | 620  | Laco                   | 279        |
| 2    | 621  | Capur                  | 942        |
| 2    | 622  | Punta Negra            | 6997       |
| 2    | 623  | Socompa                | 1486       |
| 2    | 624  | Laguna Azufrera        | 901        |
| 2    | 625  | Pajonales              | 1825       |
| 2    | 626  | Pedernales             | 9679       |
| 2    | 627  | Laguna Escondida       | 379        |
| 2    | 628  | Laguna Verde           | 1190       |
| 2    | 629  | Tres Cruces            | 300        |
| 2    | 630  | Maricunga              | 2675       |
| 2    | 631  | Laguna Negro Francisco | 893        |

### Divisiones de islas
Las islas de Chile están agrupadas en este inventario en divisiones de islas, que llevan el nombre de la isla principal y su código se encuentra en la séptima centena desde 701 hasta 710. En el mapa están señalados con color gris.
| Zona | Hoya | Nombre                                        | Área (km²) |
| ---- | ---- | --------------------------------------------- | ---------- |
| 2    | 701  | San Felix, San Ambrosio, Salas y Gómez        | 11         |
| 2    | 702  | Isla de Pascua                                | 118        |
| 5    | 703  | Archipiélago Juan Fernández                   | 182        |
| 7    | 704  | Isla Quiriquina                               | 10         |
| 7    | 705  | Isla Santa María                              | 32         |
| 7    | 706  | Isla Mocha                                    | 50         |
| 9    | 707  | Isla de Chiloé                                | 12316      |
| 9    | 708  | Archipiélago de los Chonos e islas            | 14828      |
| 9    | 709  | Golfo de Penas – Isla Riesco                  | 44356      |
| 0    | 710  | Islas Estrecho de Magallanes – Cabo de Hornos | 47342      |

### División Territorio Chileno Antártico
Esta división incluye todo el territorio Chileno en la Antártica, con el código 801 y en el mapa lleva el color blanco.
| Zona | Hoya | Nombre                       | Superficie (km²) |
| ---- | ---- | ---------------------------- | ---------------- |
| 0    | 801  | Territorio Chileno Antártico | 1.250.000        |

## Resumen de la superficie insular e insular de Chile
| Categoría hidrológica     | Área (km²) |
| ------------------------- | ---------- |
| Costaneras                | 158.474    |
| Preandinas                | 99854      |
| Andinas                   | 218.756    |
| Trasandinas               | 113.766    |
| Con aportes al extranjero | 18.329     |
| Cerradas                  | 75.450     |
| Islas                     | 119.245    |
|                           | 803.864    |

Superficie territorio argentino considerado dentro de las hoyas designadas por cuatrocientos 37.580 km²
Superficie total de Chile continental e insular 766.284 km²